# Fawzi Maluf
Fawzi Maluf (Zahle, 21 maggio 1899 – Rio de Janeiro, 14 novembre 1930) è stato un poeta brasiliano, di origine libanese فوزي المعلوف.

## Biografia
Esponente della scuola siro-americana in Brasile (la cosiddetta scuola del Mahjar), Fawzi Maluf, il cuo nome è trascritto anche Fawzi al-Ma'luf o Fauzi Maluf, è poeta d'espressione araba e di origine libanese (nasce a Zahle, capoluogo del Governatorato della Beqā, a est di Beirut). Emigrato in Brasile, comincia a comporre testi dal gusto romantico e simbolista. Il suo dramma più celebre è Ibn Hamid aw sukut Gharnata, di gusto romantico, dedicato alla caduta del regno di Granata. Il suo poema Ala bisat ar-rih, pubblicato nel 1929, dipinge il mondo del migrante, sperduto in una selvaggia immensità. Fauzi Maluf è discendente della famiglia arabo cristiana dei Ma'luf di Zahle in Libano, che rivendica discendenza dai Ghassanidi e che ha espresso numerosi rilevanti letterati. Scrive Louis Massignon (Ecrits mémorables, 2009, t. I p. 663): "des innovations métriques surgies dans l'école arabe dite andalouse de Sao Paulo (Brésil: Fawzi Ma'luf) relient le surréalisme au zajal médieval".